# Tổng công ty Viễn thông Viettel
Tổng Công ty Viễn thông Viettel (Viettel Telecom) là công ty trực thuộc Tập đoàn Công nghiệp – Viễn thông Quân đội được thành lập ngày 5 tháng 4 năm 2007, trên cơ sở sáp nhập các Công ty Internet Viettel, Điện thoại cố định Viettel và Điện thoại di động Viettel.

## Lịch sử hình thành và phát triển

### Chặng đường phát triển
Năm 1989, thành lập Công ty Điện tử thiết bị thông tin, là tiền thân của Tổng Công ty Viễn thông Quân đội (Viettel).
Năm 1995, đổi tên Công ty Điện tử thiết bị thông tin thành Công ty Điện tử Viễn thông Quân đội (tên giao dịch là Viettel) chính thức trở thành nhà cung cấp dịch vụ viễn thông thứ hai tại Việt Nam.
Năm 2000, Viettel được cấp giấy phép cung cấp thử nghiệm dịch vụ điện thoại đường dài sử dụng công nghệ VoIP tuyến Hà Nội – Hồ Chí Minh với thương hiệu 178 và đã triển khai thành công.
Năm 2003, Viettel bắt đầu đầu tư vào những dịch vụ viễn thông cơ bản, lắp đặt tổng đài đưa dịch vụ điện thoại cố định vào hoạt động kinh doanh trên thị trường. Viettel cũng thực hiện phổ cập điện thoại cố định tới tất cả các vùng miền trong cả nước với chất lượng phục vụ ngày càng cao.
Ngày 15 tháng 10 năm 2004, mạng di động 098 chính thức đi vào hoạt động đánh dấu một bước ngoặt trong sự phát triển của Viettel Mobile và Viettel.
Ngày 2 tháng 3, năm 2005, Tổng Công ty Viễn thông quân đội theo quyết định của Thủ tướng Phan Văn Khải và ngày 6 tháng 4 năm 2004, theo quyết định 45/2005/BQP của Bộ Quốc phòng Việt Nam thành lập Tổng Công ty Viễn thông quân đội.
Ngày 5 tháng 4 năm 2007, Công ty Viễn thông Viettel (Viettel Telecom) trực thuộc Tổng Công ty Viễn thông Quân đội Viettel được thành lập, trên cơ sở sáp nhập các Công ty Internet Viettel, Điện thoại cố định Viettel và Điện thoại di động Viettel.

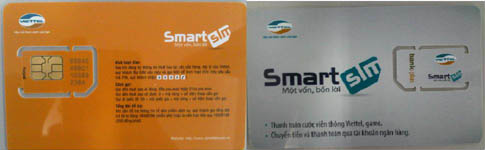
Smart Sim của Viettel

Đến nay, Viettel Telecom được cho là đã ghi được những dấu ấn quan trọng và một vị thế lớn trên thị trường cũng như trong sự lựa chọn của khách hàng:
- Dịch vụ điện thoại đường dài trong nước và quốc tế 178  đã triển khai khắp 64/64 tỉnh, thành phố cả nước và hầu khắp các quốc gia, các vùng lãnh thổ trên thế giới.

- Dịch vụ điện thoại cố định, dịch vụ Internet…phổ cập rộng rãi đến mọi tầng lớp dân cư, vùng miền đất nước với hơn 1,5 triệu thuê bao

- Dịch vụ điện thoại di động vượt con số 20 triệu thuê bao, trở thành nhà cung cấp dịch vụ điện thoại di động số 1 tại Việt Nam.

## Trung tâm VAS Viettel
Trung tâm Kinh doanh VAS Viettel (VAS-Viettel) được thành lập từ năm 2006, là đơn vị triển khai kinh doanh dịch vụ giá trị gia tăng của Công ty Viễn thông Viettel, với những dịch vụ Vas đầu tiền: GPRS, MCA (misscall: cuộc gọi lỡ), Pay 199, đầu số ngắn 6x, 8x và dịch vụ 1900….. góp phần vào sự phát triển của Công ty Viễn thông Viettel. Đến năm 2012, trung tâm Vas đã cung cấp chính thức 40 dịch vụ, doanh thu kế hoạch 8.000 tỷ đồng.

### Phát triển
Năm 2006, các dịch vụ như GPRS, MCA, pay 199, đầu số ngắn 6x, 8x và dịch vụ 1900... ra đời được cho là đã đánh dấu bước ngoặt lớn cho sự hình thành phát triển của trung tâm. Năm 2007, cung cấp thêm các dịch vụ như nhạc chuông chờ Imuzik, ứng tiền, đọc báo online...
Năm 2008, cung cấp dịch vụ Imail, call blocking, Ishare.Đến năm 2009 các dịch vụ như Game Portal, DailyExpress, websurf, các dịch vụ trên 3 G như Mstore, Vmail, mobile TV / VOD, music 3G, game online... được ra đời đánh dấu thêm một giai đoạn mới cho trung tâm Vas.
Giai đoạn từ năm 2010 đến năm 2011 triển khai các dịch vụ Icomic, chat 1338, talk sms, Ilive, AMS, bulksms, sms plus, Voice blogging (bubly), calling signature... đặc biệt đến năm 2012 cung cấp thêm các dịch vụ mới như Isign, Alome, Imap, zozo, magic voice, busy sms, voice emotion...

## Chăm sóc khách hàng

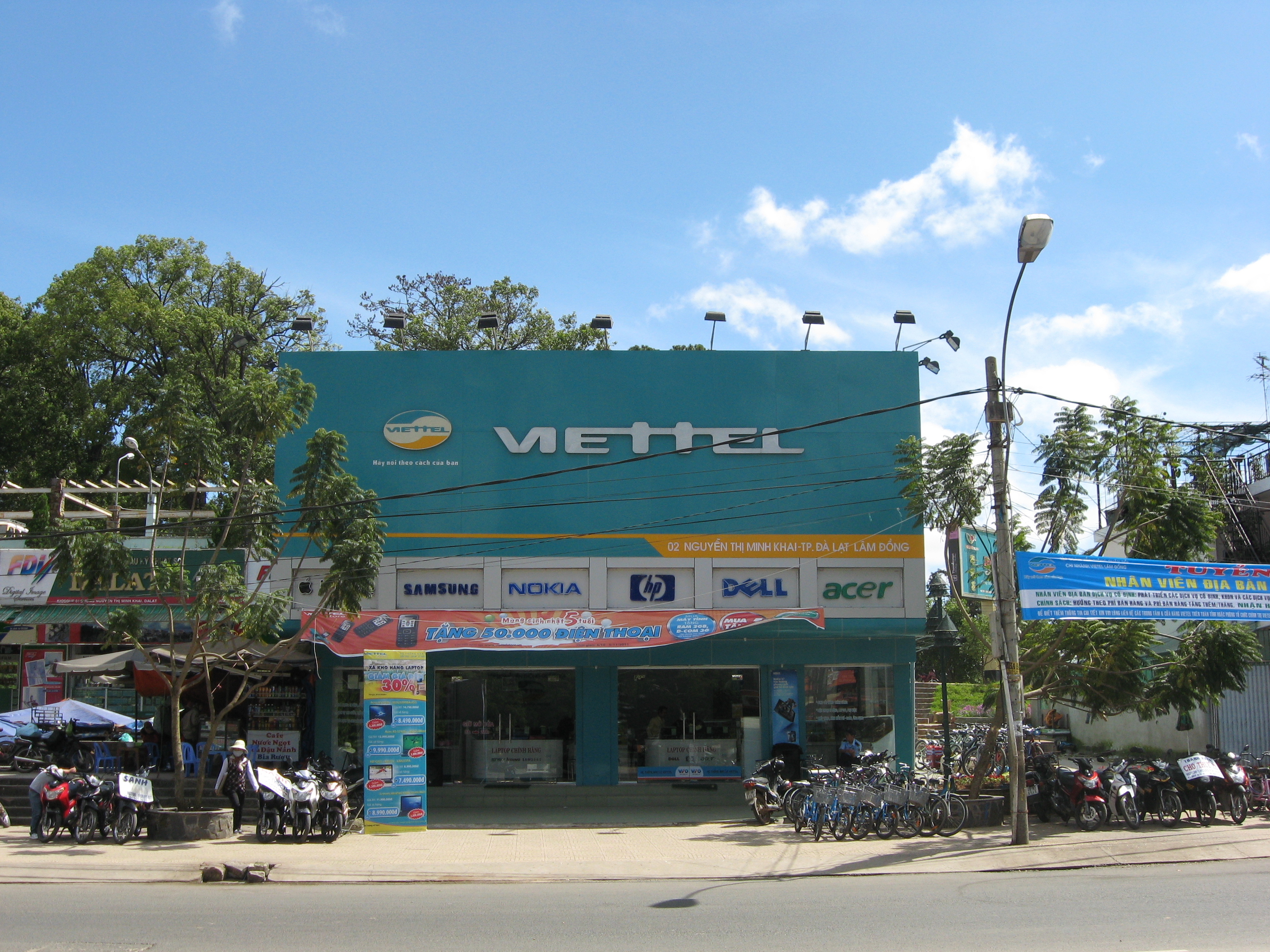
Chi nhánh Viettel tại thành phố Đà Lạt (Lâm Đồng)

- Hệ thống hỗ trợ khách hàng Viettel được Trung tâm Phần mềm Viettel phát triển dựa trên công nghệ IP (IP Contact Center - IPCC). IPCC được đánh giá là có lợi thế nổi bật hơn so với công nghệ cũ là khả năng giao tiếp đa kênh với khách hàng, quản lý chặt chẽ chất lượng cuộc gọi và giảm đáng kể chi phí điện thoại đối với những doanh nghiệp có nhiều chi nhánh tại nhiều quốc gia[6]. Hệ thống IPCC (IP Contact Center) sẽ được áp dụng cho tất cả các Trung tâm Chăm sóc khách hàng của Viettel tại thành phố Hà Nội, Thành phố Hồ Chí Minh, Đà Nẵng, Hải Phòng[7].

- Ngày 14 tháng 8 năm 2009, Trung tâm Chăm sóc khách hàng Viettel Miền Bắc tại Thủ đô Hà Nội chính thức hoạt động. Việc thành lập Trung tâm Chăm sóc khách hàng này được cho là đã đánh dấu "một bước ngoặt lớn" trong công tác Chăm sóc khách hàng Của Công ty Viễn thông Viettel[8]. Trung tâm chăm sóc khách hàng khu vực miền Bắc: Tòa nhà Restco, 74 Phạm Văn Đồng, Cổ Nhuế, Từ Liêm, Hà Nội.

- Trung tâm Chăm sóc khách hàng tại Thành phố Hồ Chí Minh chính thức hoạt động vào ngày 27 tháng 7 năm 2009[9]. Trung tâm đặt tại Lô 3, Khu Công nghiệp Tân Bình, đường Tây Thạnh, quận Tân Phú, Thành phố Hồ Chí Minh.

- Trung tâm Chăm sóc khách hàng tại Đà Nẵng chính thức hoạt động từ ngày 4 tháng 3 năm 2011[10]. Trung tâm này được đánh giá là có khả năng đáp ứng hơn 120.000 cuộc gọi trực tiếp trong một ngày. Đây là một trong những hoạt động cụ thể của Viettel trong công tác chăm sóc khách hàng theo đặc thù vùng miền tại các tỉnh Miền Trung và Tây Nguyên[11].

- Ngoài ra Viettel còn áp dụng thêm hình thức chăm sóc khách hàng khác là hệ thống cửa hàng, áp dụng tại khắp 63 tỉnh thành Việt Nam.
- Ngày 18/06/2019, ra mắt chương trình chăm sóc khách hàng Viettel ++.[12]

## Tổng đài 106x

Tài liệu quảng bá Tổng đài 106x trực thuộc Viettel vào năm 2023

Tổng đài 106x là hệ thống tổng đài của Tập đoàn Viễn thông Quân đội được thành lập vào ngày 1 tháng 12 năm 2010, kinh doanh trong lĩnh vực viễn thông với các sản phẩm cung cấp những thông tin về tình hình kinh tế-xã hội trong phạm vi Việt Nam. Ngoài việc được hỗ trợ thông tin từ các Bộ, ban, ngành Trung ương và địa phương, Viettel còn ký hợp đồng với các doanh nghiệp hoạt động trong nhiều lĩnh vực cung cấp thông tin cho khách hàng.
Đây được cho là một hình thức dịch vụ mới mẻ. Nguyễn Lân Dũng cho rằng "việc ra đời các đơn vị tư vấn có uy tín để giải đáp cho người dân là rất cần thiết và đáng khích lệ. Doanh nghiệp cần chú trọng vào chất lượng tư vấn thì mới khiến cho khách hàng tin tưởng, từ đó phát triển được dịch vụ".

## Thành tựu đạt được

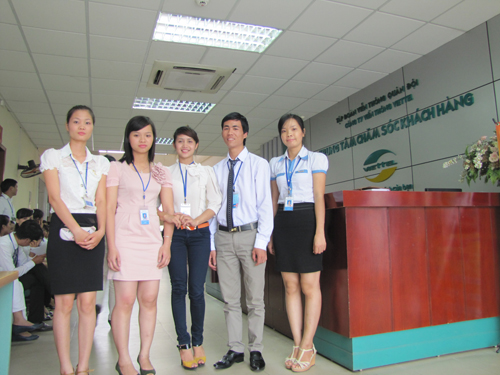
Trung tâm Chăm sóc khách hàng tại Thành phố Hồ Chí Minh

Viettel được đánh giá là:

### Tại Việt Nam
- Thương hiệu mạnh nhất Việt Nam ngành hàng Bưu chính - Viễn thông - Tin học.
- Doanh nghiệp đầu tiên phá thế độc quyền trong ngành Bưu chính Viễn thông ở Việt Nam.
- Mạng di động đứng đầu Việt Nam với việc cung cấp dịch vụ GPRS trên toàn quốc, có 11 triệu thuê bao, và là một trong những mạng di động có tốc độ phát triển nhanh nhất thế giới (tạp chí Wireless Intelligence bình chọn).
- Số một về dịch vụ di động tại Việt Nam.
- Là doanh nghiệp có số trạm nhiều nhất với vùng phủ rộng nhất tại Việt Nam.
- Số hai về vùng phủ dịch vụ PSTN, VoIP và ADSL ở Việt Nam.
- Số một về tốc độ truyền dẫn cáp quang ở Việt Nam.
- Số một về mạng lưới phân phối ở Việt Nam.
- Số một về đột phá kỹ thuật:

1. Thu – phát trên một sợi quang.
2. VoIP
3. Cung cấp GPRS trên toàn quốc.
4. Thử nghiệm thành công Wimax.
5. Triển khai NGN.
6. Hệ thống tính cước tích hợp.
7. MPLS.
8. DWDM (40 x 10Gbps).

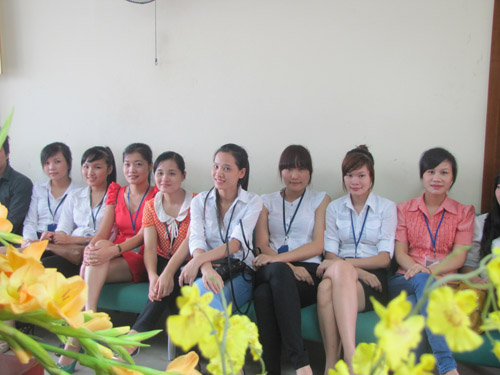
Những Giao dịch viên chi nhánh Thành phố Hồ Chí Minh

- Số 1 về quy mô tổng đài chăm sóc khách hàng ở Việt Nam.

### Trong khu vực
- Doanh nghiệp viễn thông Việt Nam đầu tiên đầu tư trực tiếp ra nước ngoài.
- Số một Campuchia về hạ tầng viễn thông (thông qua Công ty Viettel Campuchia - Metfone).

### Trên thế giới
- Nằm trong 100 thương hiệu viễn thông lớn nhất thế giới.
- Mạng di động có tốc độ phát triển nhanh nhất thế giới (tạp chí Wireless Intelligence bình chọn).
- Giải thưởng "Nhà cung cấp dịch vụ của năm tại thị trường mới nổi" trong hệ thống Giải thưởng Frost&Sullivan Asia Pacific ICT Awards 2009.
- World Communication Awards 2009 bình chọn Viettel là "Nhà cung cấp dịch vụ viễn thông tốt nhất thế giới tại các nước đang phát triển".
- World Communication Awards 2011 bình chọn Metfone - thương hiệu của Viettel tại Campuchia là "Nhà cung cấp dịch vụ viễn thông tốt nhất thế giới tại thị trường đang phát triển"